# 紙切り

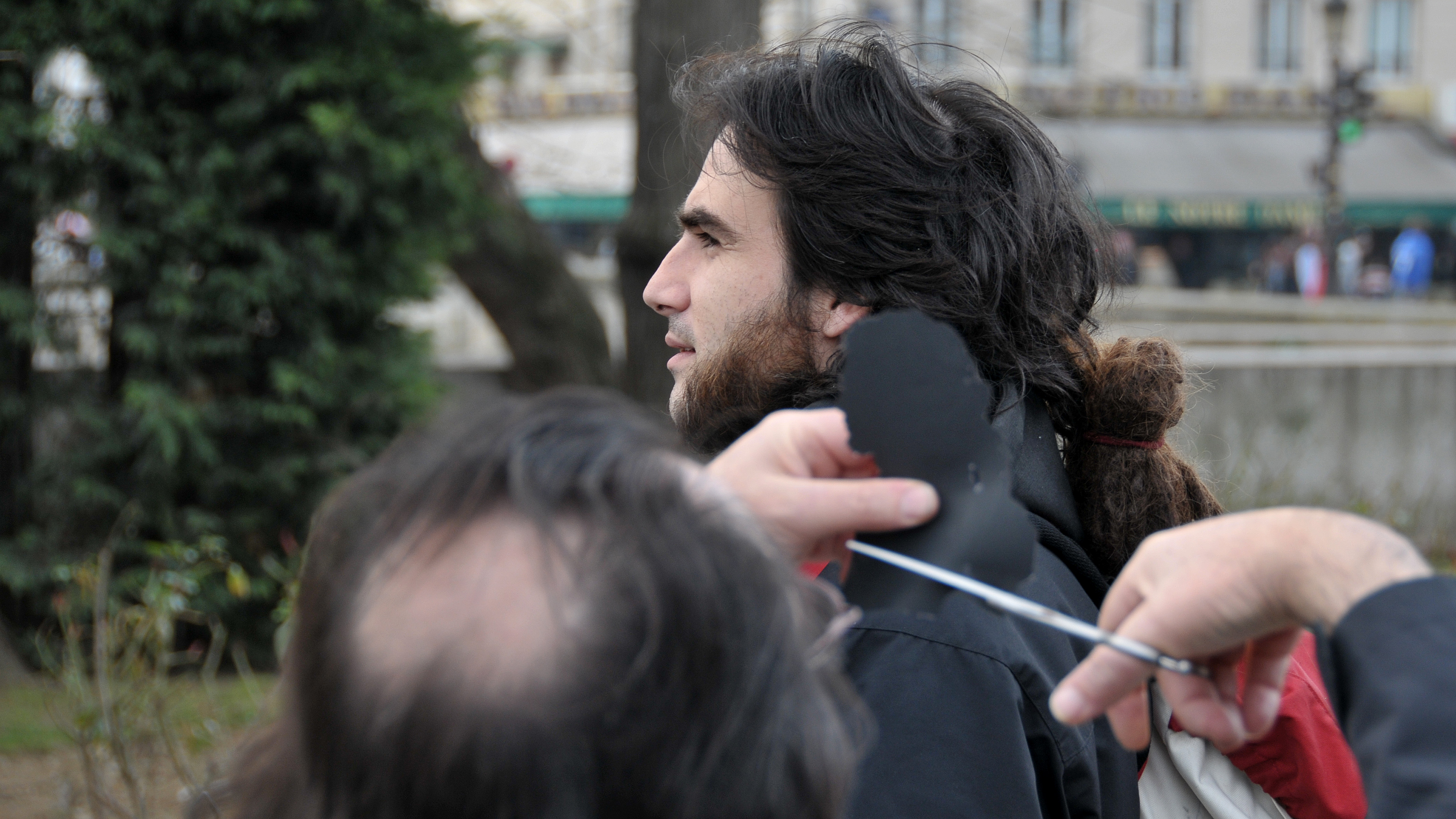
ヨーロッパの紙切り師

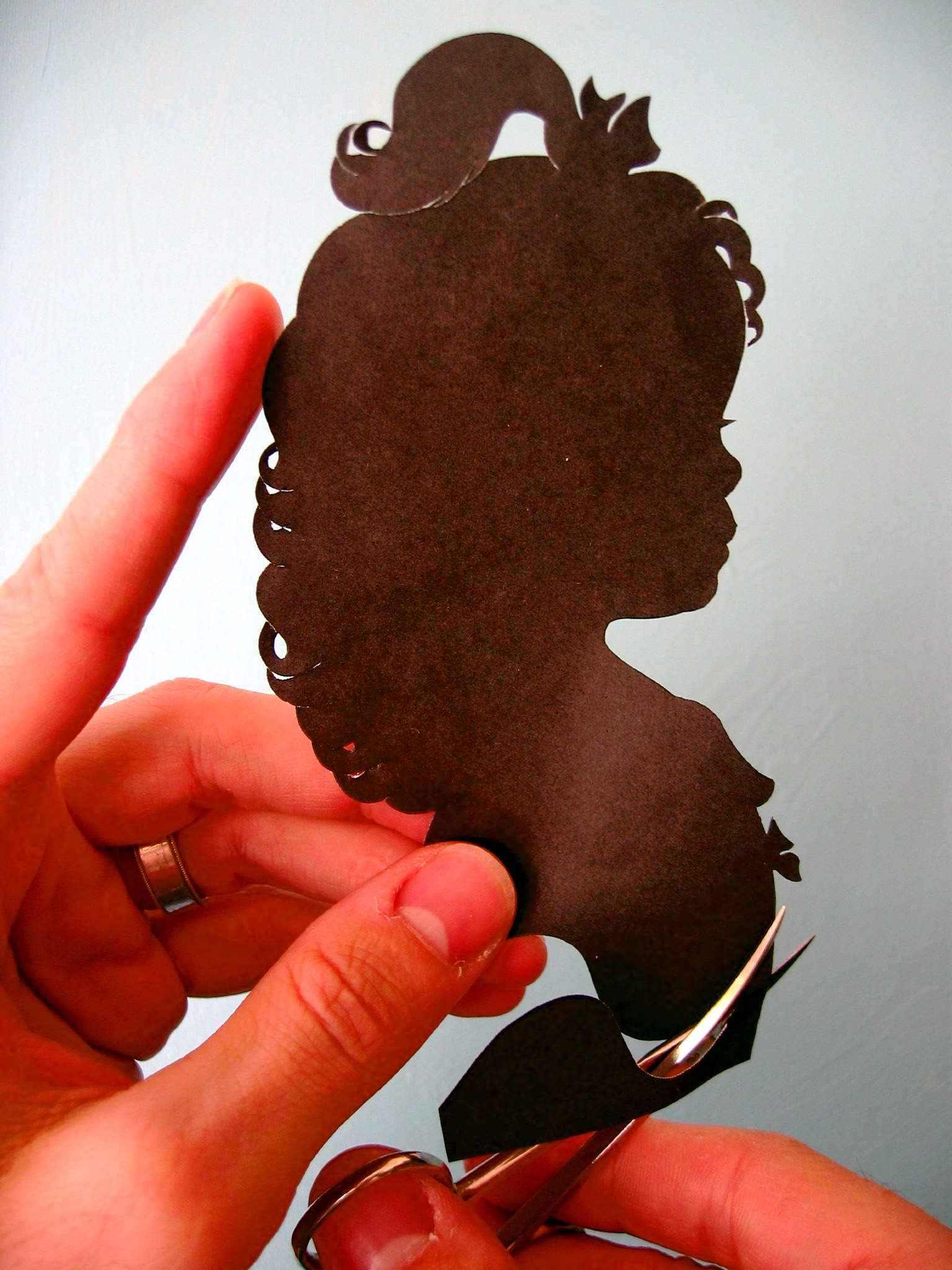
少女の横顔を切っているところ

紙切り（かみきり）とは、紙を鋏で切り、形を作る即興性のある伝統芸能のひとつである。寄席では色物の一つとして紙切りの芸を披露する。このような芸では客からのリクエストに応える場合もあり、縁起物や芝居の一場面など古典的なものから、動物やアニメのキャラクターまで題材は多岐に渡る。形で表現するのに難しいお題も、その場で頓知を利かせて具現化させたり、切っている最中も黙ったりせず、客を飽きさせないように喋り続けるなど、単に紙を切る技術だけでは成立しない芸である。切りあがったものは、ほとんど客に供される。

## 日本の紙切り

### 歴史
もともとは中国で古来からあった剪紙といわれる切り絵文化が仏教とともに日本に伝わったとされる。
繊細で時間のかかる工芸だったものを、江戸時代になり宴席の余興として、より簡略化した図柄や形を謡や音曲に合わせて鋏一つで素早く切り抜く芸として始まった。一般的な切り絵との違いは、一筆書きのように鋏を入れていくため、作品は切った絵（陽画）と切り抜かれた絵（陰画）の両方を見せる場合が多い。
寄席の出し物としては1873年（明治6年）に幇間の喜楽亭おもちゃ（後、巴家おもちゃ）が高座で披露した。しかし色物の中でも地味な芸であったため、以降も寄席では数人しか紙切り芸人はおらず、当時の作品はほとんど残っていない。
第二次大戦後、テレビ放送が始まると、切り絵クイズ番組に出演した初代林家正楽が有名となった。当初テレビ局側は紙切り芸人の柳家一兆に依頼したが、「クイズに使う、訳のわからない切り絵は正楽に頼め」と断ったため、初代正楽が紙切りでクイズを出題することになった。
柳家一兆（後の花房一兆、小倉一兆（一晁））の弟子には、「モダン紙切り」で人気を博した花房蝶二や、現在、鋏切絵作家としても活動している柳家松太郎がおり、初代正楽の弟子には二代目正楽、林家今丸がいた。二代目正楽は当初、落語家として八代目林家正蔵（後の林家彦六）に入門したが、言葉の訛りが抜けず落語家を断念、紙切りとして初代正楽に弟子入りした。その二代目正楽の弟子には、三代目正楽と林家二楽がいるが、二楽は二代目正楽の次男である（長男は落語家の三代目桂小南）。2024年に三代目が没したため林家正楽は空き名跡となっている。
大阪では香見喜利平、晴乃ダイナらが活躍した。

### 国外公演
日本国外では、紙切り芸は非常に珍しいパフォーマンスとして扱われ、ペーパー・カッティング・クラフトとも呼ばれる。このため現地での日本関連イベントに招聘されて公演をする機会が多い。林家二楽師は2006年より毎夏バーモント州ミドルベリー大学日本語学校に招聘され、紙切りワークショップと公演を行っている。

### 現役の主な芸人
- 青空麒麟児（あおぞら きりんじ）
  - 静岡県浜松市出身。コロムビア・トップ最後の弟子。身長190cmの大男。漫才からの転身で独学で紙切り芸を学ぶ。フランス・カンヌで紙切りを披露するなど海外でも活躍。テレビで「浅草の紙切り王子」として紹介され『紙切り王子 青空麒麟児』として親しまれている。紙切りだけでなくしゃべりも達者で、「日本舞踊」も出来る紙切り師。漫才協会・日本司会芸能協会所属。
- 林家今丸（はやしや いままる）
- 林家二楽
- 柳家松太郎（やなぎや しょうたろう）[2]
  - 1946年、東京都千代田区生まれ。1961年に柳家一兆に入門、兄弟子の花房蝶二から指導を受ける。1969年、花房小蝶二で初舞台。1980年柳家松太郎を襲名する。1990年より美術展に切り絵を出品する機会が多くなる。1998年に初の個展を開く。2002年、関西演芸協会会員となる。現在は世田谷区在住で、鋏切絵作家としての活動の他、TV番組のレポーターなどもこなす。漫才協会・日本きりえ協会会員。
- 桃川忠（ももかわ ちゅう）
  - 1932年、東京都北区生まれ。幼少のころより紙切りに興味を持ち、以来、独学で紙切りの芸を磨く。趣味の一環としていたが、周囲に勧められて1981年にプロとしてデビュー。1992年スペイン・セビリア万博に出演するなど、国外での公演活動も多い。独自に編み出した手法をもって、単に紙切りではなく「江戸紙切り」と称する。講談師の二代目桃川如燕は母方の親戚にあたる。
- 三遊亭絵馬（さんゆうてい えま）
  - 神奈川県横浜市出身。女性の紙切り芸人。美術大学卒業後、紙切り芸に魅せられ桃川忠に師事。イベント出演も多数あり、師匠に倣って「江戸紙切り」と称する。のちに三遊亭左圓馬に入門。東京演芸協会所属。
- 鈴木エリザベータ（すずき えりざべーた）
  - スイス国籍の女性で、1980年に林家今丸へ弟子入り、1987年、林家今寿の名をもらう。国内イベントの他、スイスやカナダなどでの出演も経験。
- KIRIGAMIST千陽（きりがみすとちあき）
  - 1976年10月4日、北海道北見市常呂町生まれの網走市育ち。幼少の頃に見た二代目林家正楽の紙切り芸に魅せられて以来、切り絵は大好きな遊びの一つとなる。1997年に札幌市の大道芸イベントで路上パフォーマーとしてデビュー。2002年に札幌在住の上方落語家、桂枝光に弟子入り、「花りん（かりん）」の芸名で札幌吉本に所属したが、後に桂枝光門下を破門になり、「千陽」に改名した。現在は「KIRIGAMIST千陽」として、主に北海道内で活動している。2007年8月には千亜紀名義で切り絵個展「刀雅」を開催。アーティストとしても卓抜な才能を持つことを証明する。
- 林家花（はやしや はな）
  - 東京都出身。女性の紙切り芸人。1995年に林家今丸に入門。落語芸術協会所属。前座修行を終え、2008年9月より寄席に出演。
- 林家喜之輔（はやしや きのすけ）
  - 1997年東京都武蔵野市出身。父親は落語家の三遊亭右左喜、弟は江戸曲独楽芸人（やなぎ南玉門下、前座修業中）のやなぎ弥七。落語芸術協会所属。2014年に林家今丸に入門、前座修業を経て2018年3月より寄席に出演。父の右左喜が寄席の主任を務める際に膝代わり（主任の前の出番）を務めることがある。
- 林家笑丸（はやしや えみまる）
  - 上方噺家で後ろ紙切りを得意とする。
- 創作紙切り芸・紙切り屋マーキィ（そうさくかみきりげい かみきりやまーきぃ）
  - 大阪在住。即興演劇の経験を活かした捻りのきいた絵柄を得意とする。仕掛けものや変身ものなど独特なスタイルで演じる。
- 水口ちはる（みずぐち ちはる）
  - 静岡県伊豆市修善寺在住。独学で紙切りを始め、2010年上海万博ステージ・2012年フランスヨーロピアンフェアなどに出演。
- 花房銀蝶（はなぶさ ぎんちょう）
  - 「大道芸人つねむね」として漫才協会に所属、バルーンアート・ジャグリングなど様々な芸をこなす。紙切り芸人としては柳家松太郎門下、2017年「花房銀蝶」。福を呼び込む紙切り師として活動、2023年笑点演芸コーナー出演。

### 過去の紙切り芸人
- 三代目林家正楽
- 泉たけし（いずみ たけし）
  - 1968年芸人デビュー、1975年に紙切り芸人として国立演芸場、NHK「お笑い名人会」等に出演。生前はボーイズ・バラエティー協会所属（相談役）。1992年以降、海外での日本関連イベントに多数出演する。2005年には愛・地球博に出演した。大人向けのお色気紙切りもレパートリーとする。師匠は名古屋の大須演芸場で活躍した紙切り芸人で、2006年に没した大東両（だいとうりょう）。弟子にはさみ家紙太郎がいる。2022年11月23日、死去。79歳没[3]。